# Gertrude Abercrombie
Gertrude Abercrombie (Austin, Texas, 17 de febrero de 1909-Chicago, Illinois, 3 de julio de 1977) fue una pintora estadounidense. Llamada "la reina de los artistas bohemios", Abercrombie estuvo involucrada en la escena del jazz de Chicago y era amiga de músicos como Dizzy Gillespie, Charlie Parker y Sarah Vaughan, cuya música inspiró su propio trabajo creativo.

## Biografía
Sus padres eran Tom y Lula Janes Abercrombie. Ambos eran cantantes de ópera itinerantes que estaban en Austin el día del nacimiento de Gertrude. La familia vivió en Berlín en 1913 para avanzar en la carrera de su madre, pero el comienzo de la Primera Guerra Mundial hizo que la familia regresara a los Estados Unidos. A su regreso, la familia vivió en Aledo, Illinois, antes de establecerse en Hyde Park, Chicago, en 1916. Fue criada en casa, en un estricto ambiente científico cristiano. 
Obtuvo una licenciatura en lenguas romances de la Universidad de Illinois en Urbana – Champaign en 1929. Después de estudiar brevemente dibujo de figuras en el Instituto de Arte de Chicago, tomó un curso de un año en arte comercial en la Academia Americana de Arte de Chicago, con lo que logró su primer trabajo dibujando guantes para los anuncios de los grandes almacenes Mesirow. También trabajó brevemente como artista para Sears.

### Carrera de bellas artes
En 1932 comenzó a centrarse estrictamente en su propio arte. El verano siguiente realizó su primera venta en una feria de arte al aire libre en Chicago y recibió una mención de honor en el periódico por el evento. A mediados de la década de 1930, se mudó de la casa de su familia y se volvió activa en la escena artística regional. De 1934 a 1940 fue pintora de la Administración de Progreso de Obras y en 1934 la Sociedad de Artistas de Chicago realizó una exposición individual de su trabajo. Durante las décadas de 1930 y 1940 también comenzó a crear grabados en madera. 
En 1940 se casó con el abogado Robert Livingston, y en 1942 dio a luz a su hija Dinah. En 1948 la pareja se divorció. Ese mismo año se casó con el crítico musical Frank Sandiford, con Dizzy Gillespie actuando en la boda. La pareja fue muy activa en la vida bohemia y la escena de jazz de Chicago, de ahí su conexión con Gillespie. Conocieron a músicos a través de Sandiford y de las propias habilidades de Abercrombie como pianista de improvisación. La pareja se divorciaría en 1964.
Dentro del círculo social de vanguardia de Abercrombie, ella fue la inspiración para la canción "Gertrude's Bounce" de Richie Powell, quien afirmó que caminaba "tal como suena el ritmo en la Introducción", y apareció como ella misma en Gertrudis de Island Avenue Stony de James Purdy y como un personaje de ficción de Purdy en Malcolm, Eustace Chisholm.

## Muerte
A fines de la década de 1950, su salud disminuyó debido a problemas financieros, alcoholismo y artritis, y se volvió solitaria. Después de 1959, sus pinturas disminuyeron en número y escala. Necesitó una silla de ruedas y finalmente quedó postrada en cama. En el último año de su vida, se realizó una gran retrospectiva de su trabajo en el Centro de Arte Hyde Park. Murió en Chicago el 3 de julio de 1977. Su testamento estableció el Gertrude Abercrombie Trust, que distribuyó su trabajo y el trabajo de otros artistas de su propiedad a instituciones culturales en todo el Medio Oeste. 

### Temas
Abercrombie pintó muchas variaciones de sus temas favoritos: interiores escasamente amueblados, paisajes áridos, autorretratos y bodegones. Muchas composiciones presentan a una mujer solitaria con un vestido fluido, a menudo representado con atributos de brujería: un búho, un gato negro, una bola de cristal o un palo de escoba. Estas obras a menudo eran autorretratos, como afirmó en una entrevista con Studs Terkel poco antes de su muerte: "siempre soy yo a quien pinto". Alta y de rasgos afilados, se consideraba fea; en la vida, a veces usaba un sombrero de terciopelo puntiagudo para acentuar su apariencia de bruja, "disfrutaba del poder que este artificio le daba sobre otros que temerían o retrocederían de ella". Las décadas de 1940 y 1950 se describen como su período más prolífico y productivo; una época en que ya no pintaba muchos retratos, pero conservaba los temas mencionados anteriormente. 
Las obras maduras de Abercrombie están pintadas en un estilo preciso y controlado. Le interesaba poco el trabajo de otros artistas, aunque admiraba a Magritte. En gran medida autodidacta, no consideraba su falta de entrenamiento formal extenso como un obstáculo. Dijo de su trabajo:

No estoy interesada en cosas complicadas ni en el lugar común. Me gusta y me gusta pintar cosas simples que son un poco extrañas. Mi trabajo viene directamente de mi conciencia interna y debe venir fácilmente. Es un proceso de selección y reducción.
Gertrude Abercrombie.

Su trabajo evolucionó para incorporar su amor por la música de jazz, inspirada en fiestas y sesiones improvisadas que organizó en su casa de Hyde Park. Músicos como Sonny Rollins, Max Roach, Jackie Cain y el Modern Jazz Quartet fueron considerados dentro de sus amigos. Dizzy Gillespie la describió como "la primera artista bop. Bop en el sentido de que ella ha tomado la esencia de nuestra música y la ha transportado a otra forma de arte".

## Colecciones destacadas
- Museo de Arte Ackland, Chapel Hill, Carolina del Norte.
- Instituto de Arte de Chicago, Chicago, Illinois.
- Museo del estado de Illinois, Springfield, Illinois.
- Lakeview Museum of Arts and Sciences, Peoria, Illinois.
- Museo de Arte Contemporáneo de Madison, Madison, Wisconsin.
- Museo de arte de Milwaukee, Milwaukee, Wisconsin.
- Museo de Arte Contemporáneo, Chicago, Illinois.
- Museo de Arte Americano del Smithsonian, Washington D. C..
- Western Illinois University, Macomb, Illinois.

## Premios y exposiciones destacadas
- Premio, Exposición anual de obras de artistas de Chicago y alrededores, 1936; 1938, Instituto de arte de Chicago.[3]
- Destacada en la exposición "In Wonderland: The Surrealist Adventures of Women Artists in Mexico and the United States" en el Museo de Arte del Condado de Los Ángeles en 2012.

## Otras lecturas
- Levy, Hannah Heidi (2004). Famous Wisconsin: Artists and Architects. Oregon, WI: Badger Books.
- Seaman, Donna (2017). «Girl Searching: Gertrude Abercrombie». Identity Unknown: Rediscovering Seven American Women Artists. Bloomsbury Publishing USA. ISBN 9781620407608.
- «Gertrude Abercrombie, 68, leading Chicago artist, dies» 131 (186). 5 de julio de 1977. p. 9. Consultado el 1 de enero de 2019.
- Gertrude Abercrombie, American, 1909 - 1977 por Richard Norton Gallery (en inglés).
- Abercrombie y sus gatos en The Great Cat (en inglés).

- Datos: Q55192
- Multimedia: Gertrude Abercrombie / Q55192